# Bataille de Makariv
Invasion de l'Ukraine par la Russie de 2022, Offensive de Kiev
Batailles
Offensive de Kiev (Jytomyr, Kiev) : 
- 1re Hostomel
- Tchernobyl
- Ivankiv
- Kiev
- 2e Hostomel
- Vassylkiv
- Boutcha
- Irpin
  - Bombardement de réfugiés
- Jytomyr
- Mochtchoun
- Makariv
- Brovary

Offensive du Nord (Tchernihiv, Soumy) :
- Hloukhiv
- Slavoutytch
- Bombardements
- Soumy
- Trostianets
- Tchernihiv
- Okhtyrka
- Lebedyn
- Konotop
- Romny
- Desna
- Escarmouches frontalières

Russie  (Briansk, Belgorod) :
- Incursions en Russie occidentale
  - Oblast de Briansk
  - Oblasts de Belgorod et de Koursk
    - Incursions de 2024

  - Bombardement de Belgorod
- Oblast de Koursk (août 2024)

Campagne de l'Est (Donetsk, Louhansk, Kharkiv)
Kharkiv :
- 1re Kharkiv
  - Tchouhouïv
  - Bombardements : en février
  - en mars
  - en avril
  - du bâtiment administratif
- Izioum
- 2e Kharkiv
  - Balaklia
  - 1re Koupiansk
  - Chevtchenkove
- 3e Kharkiv

Nord du Donbass:
- Starobilsk
- Sloviansk
  - Dovhenke
  - 1re Lyman
  - Sviatohirsk
  - Bohorodychne et Krasnopillia
  - Bombardements : Bilohorivka
  - Kramatorsk
- Sievierodonetsk
  - Kreminna
  - Donets
  - Roubijné
  - Popasna
  - Tochkivka
  - Massacre
- Lyssytchansk
- 2e Kharkiv
  - Balaklia
  - 1re Koupiansk
  - Chevtchenkove
  - 2e Lyman
- Oblast de Louhansk
  - Ligne Svatove-Kreminna
  - Serebryansky
  - 2e Koupiansk

 Centre du Donbass:
- Horlivka
- Popasna
- Svitlodarsk
- Bakhmout
  - Soledar
- Siversk
- Tchassiv Iar
- Toretsk

Sud du Donbass :
- Volnovakha
- Marioupol
  - Bombardements : de l'hôpital
  - du théâtre
  - de l'école d'art
- Pisky
- Vouhledar
  - Pavlivka
- Marïnka
- Contre-offensive de 2023
- Avdiïvka
- Novomykhaïlivka
- Pokrovsk
  - Krasnohorivka
  - Toretsk
- Bombardements :
- Makiïvka
- Donetsk

Campagne du Sud (Mykolaïv, Kherson, Zaporijjia)
- 1re Kherson
- Odessa
- Melitopol
- Mykolaïv
  - Bombardements : à fragmentation
  - du bâtiment administratif
- 1re Berdiansk
- Zaporijjia
- Tchornobaïvka
- Enerhodar
- Voznessensk
- Houliaïpole
- Davydiv Brid
- 2e Berdiansk
- Nova Kakhovka
- 2e Kherson
  - Doudtchany
- Dniepr
- Tchoulakivka
- Contre-offensive de 2023
  - Robotyne

Frappes aériennes dans l'Ouest et le Centre de l'Ukraine
- Lviv (02/2022)
- Vinnytsia (03/2022)
- Yavoriv (03/2022)
- Deliatyne (03/2022)
- Dnipro

Guerre navale
- Île des Serpents (02/2022)
- Moskva (04/2022)

Attaques en Crimée
- Novofedorivka (08/2022)
- Djankoï (08/2022)
- Pont de Crimée (10/2022)
- Base navale de Sébastopol (10/2022)
- Pont de Crimée (07/2023)
- Base navale de Sébastopol (09/2023)

Débordement
- Aéroport de Millerovo
- Sabotages en Russie
- Attaques en Transnistrie
- Sabotage des gazoducs Nord Stream
- Terrain d'entraînement militaire de Soloti
- Explosions en Pologne
- Bases aériennes de Dyagilevo et Engels-2
- Base aérienne de Minsk-Matchoulichtchi
- Crise russo-moldave de 2023
  - Accusations de tentative de coup d'État en Moldavie
- Incident de drone de 2023 en mer Noire
- Rébellion du groupe Wagner

Massacres
- Tchernihiv
- Boutcha
- Borodianka
- Olenivka
- Izioum

La bataille de Makariv est un engagement militaire pour le contrôle de la ville de Makariv s'étant déroulé du 28 février 2022 au 01 avril 2022, opposant les forces armées russes aux forces armées ukrainiennes, durant l’invasion russe de l’Ukraine en 2022. Cette bataille s’inscrit plus particulièrement dans le cadre de l’offensive de Kiev. Cette ville est considérée comme un point clé de cette offensive au vu de sa position à l’Ouest de la capitale, de sa proximité avec une autoroute menant directement à Kiev et des intenses combats qui s’y déroulent.

## Contexte
Makariv est une ville située dans l’Oblast de Kiev, à une cinquantaine de kilomètres à l’Ouest de la capitale, comptant environ 10 000 habitants. Le 24 février, sur ordre du président russe Vladimir Poutine, l’armée russe déclenche une invasion, avec des offensives aérienne, maritime et terrestre sur l'ensemble du territoire ukrainien. À la suite d'une percée des troupes russes, provenant de la frontière Ukrainienne-Biélorusse au nord, et à la prise de ville comme Tchernobyl et Ivankiv, les forces russes se dirigent désormais vers Makariv, dans le but de prendre le contrôle de l’autoroute en lisière de la ville, menant directement à Kiev.

## Bataille
Le 28 février 2022, des troupes et des blindés russes tentent de prendre la ville, mais sont repoussés par les forces de défense territoriale et des milices civiles. Malgré cela les forces russes prennent tout de même le contrôle d’une partie de la ville, mais ont échoué à la conquérir entièrement.
Deux jours plus tard, les Forces armées ukrainienne se déploient et déploient du matériel dans Makariv, dont des batteries d'artilleries et des lance-roquettes, selon le maire. Aux vues de son importance stratégique, la ville est dès lors contestée et est massivement bombardée, provoquant de nombreuses destructions matérielles. En effet au cours des jours suivants la ville est annoncée plusieurs fois comme perdue puis reprise. Ainsi le 2 mars 2022 les forces ukrainiennes affirment pour la première fois avoir repris la ville. Par la suite, de nombreux affrontements sont reportés dans la ville, les Russes contrôlant la partie nord et les Ukrainiens la partie sud,.
Le 22 mars 2022 l’état-major ukrainien annonce que "le drapeau ukrainien a été hissé sur la ville de Makariv" et que les forces russes ont été repoussées de la ville, après d’intenses affrontements,,.Le même jour de nombreuses images de dévastation dans certains secteurs de la ville sont publiées. Le retrait des Russes de Makariv serait un point stratégique pour les Ukrainiens, permettant de garder le contrôle de l’autoroute, ce qui empêcherait ainsi un assaut par l’Ouest sur Kiev. De plus, la ville serait située entre deux groupes de forces russes, son contrôle permettrait de les couper les unes des autres. Cette contre-attaque s’inscrirait dans un mouvement de contre-attaques plus vastes, toutes autour de Kiev, dans le but de desserrer l’étau russe sur la ville.  
Mais la situation dans la ville semble plus complexe, en effet la ville reste toujours contestée, et est interdite aux civils et aux journalistes par les Ukrainiens, du fait du danger qui y persiste. Le maire quant à lui affirme que les Russes contrôlent encore environ 15% de Makariv, principalement le nord. Le 24 mars des images et reportages témoignent d’affrontements et de bombardements dans la ville, les forces russes quant à elles sont toujours maintenues à la lisière de la ville.
Le 25 mars Makariv est annoncé comme «zone grise»  par des responsables ukrainiens, ils annoncent aussi que les forces russes sur place font face à des problèmes de ravitaillement et attaquent par raids. La ville est alors massivement détruite par les bombardements et les multiples assauts russes, et la quasi-totalité des civils ont fui la ville.
Le même jour il est rapporté que le colonel Yuri Medvedev aurait été attaqué par ses propres troupes du fait du nombre élevé de perte parmi la brigade. En effet les soldats auraient tenté de l'écraser avec un char, le blessant ainsi aux deux jambes et causant son hospitalisation. Cette tentative s'expliquerait du fait que l'unité aurait perdu la moitié de son personnel, cet incident révèlerait le mauvais moral au sein des troupes russes.
Des rumeurs circulent sur les réseaux sociaux comme quoi le commandant russe Georgiy Maconovich aurait été tué le 30 mars 2022, dans une embuscade à l'est de Makariv, confirmant le fait que les troupes ukrainiennes opèrent aux alentours de la ville. Des combats et surtout des bombardements ont continué à être observés dans la ville durant plusieurs jours.
Le 01 avril 2022, les troupes russes ne sont plus présentes dans la ville, ces dernières s'étant retirées totalement de la région, , de Kiev, à la suite d'une décision de la Russie d'évacuer le nord de l'Ukraine afin de concentrer son offensive militaire sur la région du Donbass,.
À la suite des nombreux affrontements entre les belligérants, Makariv est en grande partie détruite et endommagéecomme la mairie de la ville qui a été détruite lors des affrontements. Elle est aussi abandonnée par les civils qui ont fui les combats, en effet désormais moins de 1 000 habitants se trouveraient encore dans la ville, contre les 10 000 qu'elle comptait avant le conflit.

### Attaques sur les civils
Durant cette bataille plusieurs civils ont été blessés ou tués. Une vidéo prise par une caméra de sécurité de la ville montre deux civils âgés à bord d'une voiture, tentant probablement de fuir la ville, s'arrêtant en apercevant un BMP russe, alors qu'elle est toujours à l'arrêt le véhicule blindé ouvre le feu sur la voiture, tuant les deux passagers.Le 7 mars 2022, une fabrique de pains a été bombardée par des frappes aériennes alors qu'une trentaine de personnes s'y trouvait, les corps de 13 civils ont été extraits des décombres alors que cinq personnes ont pu quant à elles être secourues.
Après la libération de la ville par les forces ukrainiennes le 01 avril 2022, les autorités sur place décomptent vite un nombre de pertes civiles important, le 09 avril 2022 le maire accuse les russes d'avoir tué au moins 132 civils. Par la suite le bilan de la municipalité est d'au moins 180 cadavres qui auraient été retrouvés dans les rues de la ville.

## Référence
1. ↑  (en) « Makariv residents clear town of explosives following Russian retreat », sur rudaw.net 9 mai 2022.
2. ↑  (en) « Denysenko: Column of Russian military equipment near Makariv, Kyiv region destroyed », Interfax Ukraine,‎ 28 février (lire en ligne)
3. 1 2  (en) « In Ukrainian town, reality doesn’t match government boasts of victory over Russian forces », The Washington Post,‎ 23 mars 2022 (lire en ligne)
4. ↑  (en) « Russia takes city of Kherson as UN estimates 750+ civilians dead », The Jerusalem Post,‎ 3 mars 2022 (lire en ligne)
5. ↑  (en) « Russian Offensive Campaign Assessment, March 15 », Critical Threats,‎ 15 mars 2022 (lire en ligne)
6. ↑  (uk) « 13-й день війни. Обстановка залишається напруженою, точаться жорстокі бої », Novy Chas,‎ 9 mars 2022 (lire en ligne)
7. ↑  (ru) « ВСУ освободили Макаров в Киевской области », UNN,‎ 22 mars 2022 (lire en ligne)
8. ↑  (en) « '15,600 Russian soldiers have now been killed', as Ukraine goes on the counter-attack: City is recaptured and Putin's forces are pushed back in the south as Pentagon says generals are 'able and willing' to re-take territory », Mail Online,‎ 23 mars 2022 (lire en ligne)
9. ↑  (en) « Ukraine thwarts Russian advances; fight rages for Mariupol », Associated Press,‎ 23 mars 2022 (lire en ligne)
10. ↑  (en) « Ukraine military claims it has retaken town near Kyiv », BBC,‎ 22 mars 2022 (lire en ligne)
11. ↑  « Guerre en Ukraine : la contre-offensive permet aux Ukrainiens de récupérer la ville de Makariv », France info,‎ 24 mars 2022 (lire en ligne)
12. ↑  « L'armée ukrainienne assure avoir réinvesti la ville de Makariv, à 60km de Kiev », BFMTV,‎ 25 mars 2022 (lire en ligne)
13. ↑  (uk) « Київщина: ЗСУ контролюють ситуацію, існує невелика напруга в районі Ірпеня », Pravda,‎ 25 mars 2022 (lire en ligne)
14. ↑  (en) « Photos of widespread damage in Makariv, Kyiv region Makariv, Kyiv - Ukraine Interactive map - Ukraine Latest news on live map - liveuamap.com », sur Ukraine Interactive map  - Ukraine Latest news on live map - liveuamap.com.
15. ↑  (en) « Significant destruction seen in Makariv, a Ukrainian village 30 miles west of Kyiv », CNN,‎ 12 mars 2022 (lire en ligne)
16. ↑  (en) « Russian troops reportedly attack commanding officer after heavy losses », The Washington Post,‎ 25 mars 2022 (lire en ligne)
17. ↑  (en) « CBS News crew visits "liberated" Ukrainian town », CBS,‎ 28 mars 2022 (lire en ligne)
18. ↑  « L'Ukraine reprend la ville de Makariv, à l'ouest de Kiev, dévastée par les bombardements », BFMTV,‎ 1er avril 2022 (lire en ligne)
19. ↑  (en) « Russia says it will sharply cut military activity near Kyiv, Chernihiv », Reuters,‎ 29 mars 2022 (lire en ligne)
20. ↑  (en) « Ukraine says Russian forces pushed back around Kyiv but fighting rages », Reuters,‎ 1er avril 2022 (lire en ligne)
21. ↑  (uk) « Павлюк: на Київщині від військ РФ звільнені Броварський район і більша частина Бучанського », Radio Svoboda,‎ 1er avril 2022 (lire en ligne)
22. ↑  « L'Ukraine affirme avoir repris le contrôle de toute la région de Kiev », sur France 24, 2 avril 2022 (consulté le 8 avril 2022).
23. ↑  (en) « Institute for the Study of War », sur Institute for the Study of War (consulté le 8 avril 2022).
24. ↑  « Guerre en Ukraine : Makariv, une ville fantôme où l’armée russe a été chassée par les Ukrainiens », sur Franceinfo, 25 mars 2022 (consulté le 8 avril 2022).
25. ↑  « Comment les maires de la région de Kiev ont résisté à l’envahisseur russe », Le Monde,‎ 20 avril 2022 (lire en ligne)
26. ↑  (en) « Russian soldiers accused of firing on civilian vehicles in Ukraine », The Guardian,‎ 8 mars 2022 (lire en ligne)
27. ↑  (en) « At least 13 civilians killed in air strike on Ukrainian bread factory - emergency services », Reuters,‎ 7 mars 2022 (lire en ligne)
28. ↑  « Un responsable ukrainien accuse la Russie d'avoir tué 132 civils à Makariv », agence anadolu,‎ 9 avril 2022 (lire en ligne)
29. ↑  (en) « Makariv residents clear town of explosives following Russian retreat », Rudaw,‎ 9 mai 2022 (lire en ligne)